# Rising Sun (TVXQ-album)
A Rising Sun a TVXQ együttes 2005-ben megjelent második nagylemeze, melyből 2005 és 2007 között összesen több mint 297 000 darab fogyott. A címadó dal szerepelt a Halálos iram című 2009-es amerikai filmben.

## Számlista
| 1.  | Tonight                               | 유영진 Ju Jongdzsin   | Ju Jongdzsin                                             | 4:40 |
| 2.  | Beautiful Life                        | 김영후 Kim Jonghu     | Jamie Jones, Jack Kugell, Jason Pennock, Sarah Nagourney | 3:37 |
| 3.  | Rising Sun (순수 Szunszu)             | Ju Jongdzsin          | Ju Jongdzsin                                             | 4:42 |
| 4.  | 바보 Pabo                             | 권윤정 Kvon Jundzsong | 황성제 Hvang Szongdzse                                   | 4:16 |
| 5.  | 네가 허락할테니 Nega horakhaltheni    | 진영진 Csin Jongdzsin | Jack Kugell, Dick Winzeler                               | 4:44 |
| 6.  | Love After Love                       | 이상인 I Szangin      | I Szangin                                                | 3:47 |
| 7.  | Dangerous Mind                        | Ju Jongdzsin          | Ju Jongdzsin                                             | 3:56 |
| 8.  | One                                   | Kenzie                | Kenzie                                                   | 4:03 |
| 9.  | Love Is...                            | Minuki                | 김성훈 Kim Szonghun                                      | 3:41 |
| 10. | Free Your Mind (feat. The Trax)       | Kim Jonghu            | William Pyon, Kim Jonghu                                 | 4:06 |
| 11. | 작은 고백 Csagun kobek                | 이승재 I Szungdzse    | JoJo Bee                                                 | 4:01 |
| 12. | 약속했던 그때에 Jakszukhettdon kuttee | 이윤재 I Jundzse      | I Jundzse                                                | 3:17 |